# Julián Bravo

Julián Bravo

Julián Bravo (España, 13 de marzo de 1956), también conocido como Juliancito Bravo, es un empresario y exactor infantil español y  mexicano, retirado del mundo del espectáculo. Se le conoció inicialmente como Pepito, sobrenombre común para las actores infantiles de la época de los décadas de 1960 y 1970. Tras su participación en la película Las aventuras de Juliancito, basado en el clásico de Mark Twain, también se le conoció como el Tom Sawyer mexicano.

## Biografía
Nació en España; a sus 7 años de edad, él y su familia emigraron a México. 
Debutó en cine en 1963 en la película Cri-Cri el Grillito Cantor al lado de Ignacio López Tarso 
y le siguieron cintas como La vida de Pedro Infante y La batalla de los pasteles, que le dieron la oportunidad de abrir caminos en el cine mexicano.
En 1966, la cinta Seguiré tus pasos fue su primer protagónico, junto al actor José Mojica. Luego de estas participaciones siguieron los clásicos infantiles La gran aventura, La primera comunión y Las aventuras de Juliancito entre otras; estas producciones lo consolidaron como estrella infantil del cine mexicano.
En televisión participó en telenovelas, entre las que destacan Rina, Carrusel, Vivo por Elena y Salomé, realizando en esta producción su última actuación antes de retirarse del mundo del espectáculo.
Vive retirado del medio artístico, es empresario y se dedica al mundo de los negocios.

## Filmografía

### Cine
- Por tus pujidos nos cacharon (1980)
- Guyana, el crimen del siglo (1979)
- El Brazo de Oro (1979) - Sam McCutchen
- La vida difícil de una mujer fácil (1979) - Apolonio[6]
- El jardín de los cerezos (1978) - Paco
- El tuerto Angustias (1974) - Santos
- Cuna de valientes (1972) - Mauricio Hernández
- El nano (1971) - Roberto
- Todo el horizonte para morir (1971)
- El tunco Maclovio (1970) - Marcelo Pavón
- Su precio unos dólares (1970)
- La captura de Gabino Barrera (1970) - Julián Ramírez
- Las aventuras de Juliancito (1969) - Juliancito Cervantes
- La maestra inolvidable (1969) - Marcos[7]
- La primera comunión (1969) - Pedro
- La gran aventura (1969) - Pepe
- El hijo pródigo (1969) - Antonio
- Los tres mosqueteros de Dios (1967) - El Pecas
- Retablos de la Guadalupana (1967)
- Seguiré tus pasos (1966)
- Alias el Rata (1966)
- La batalla de los pasteles (1966)
- La tierna infancia (1966) - Regino
- La vida de Pedro Infante (1966)
- Los hijos que yo soñé (1965) - Alfredo (niño)
- Cri-Cri el Grillito Cantor (1963)

### Televisión
- Salomé (2001-2002) - Guillermo Cifuentes
- Cuento de navidad (1999-2000) - Anestesiólogo
- Vivo por Elena (1998) - Francisco "Paco" Valenzuela
- Carrusel (1989) - Mariano Zapata
- Ángel Guerra (1979)
- La chicharra (1979) - Joven accidentado
- Rina (1977) - Roberto
- Los que ayudan a Dios (1973) - Daniel
- Corazón de dos ciudades (1969)
- El ruiseñor mexicano (1969) - Eugenio Castera
- Estafa de amor (1968)